# Réseau nerveux diffus

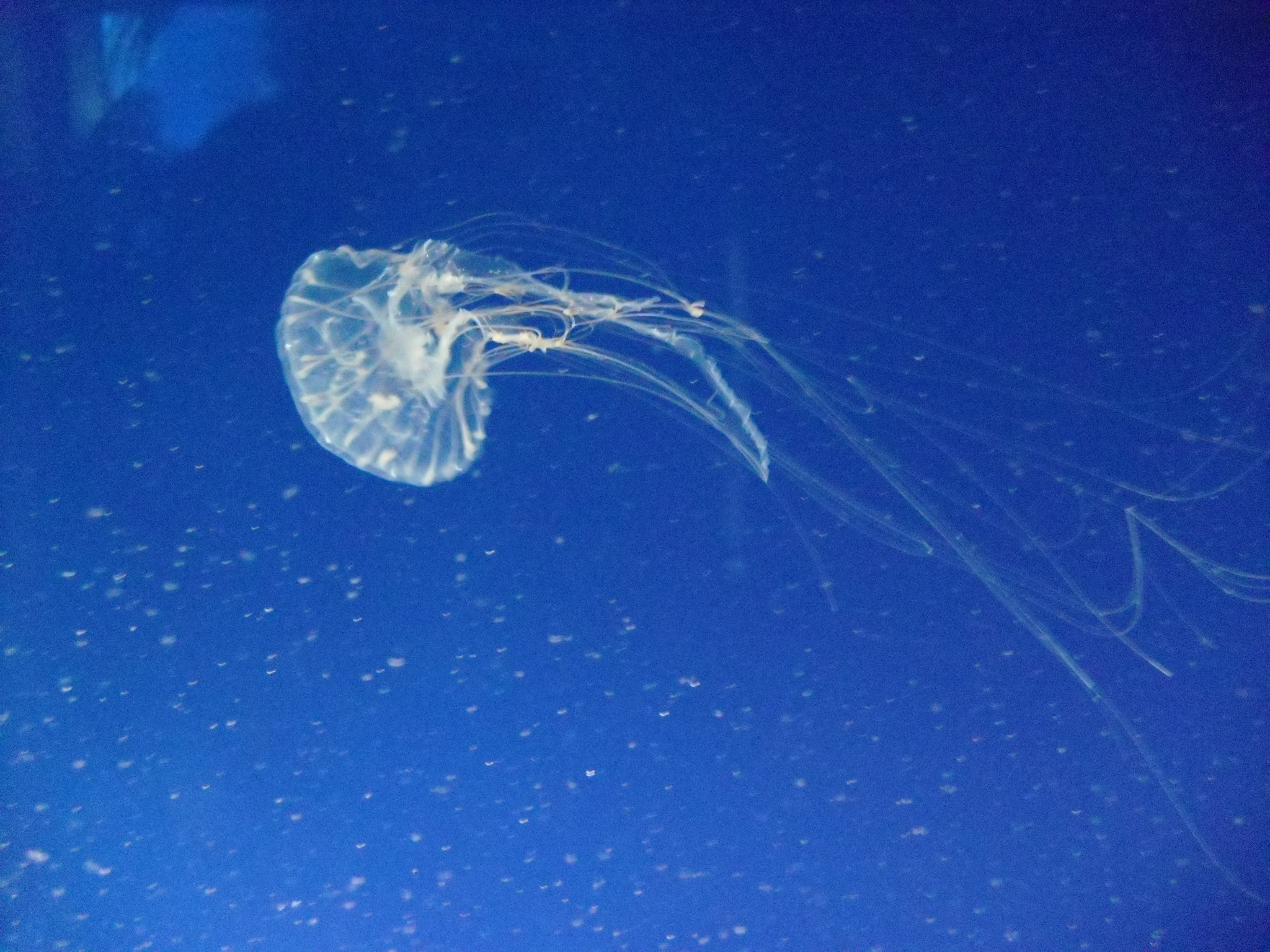
Chrysaora quinquecirrha, de la classe des Scyphozoa, ne possède pas un système nerveux central mais un réseau nerveux diffus.

Un réseau nerveux diffus, ou système nerveux diffus (en anglais : nerve net), est un réseau cellulaire composé de neurones interconnectés dépourvus de centralisation (cerveau ou toute forme de céphalisation). Tandis que les organismes à symétrie bilatérale possèdent généralement un système nerveux central, les organismes à symétrie radiale possèdent eux des réseaux nerveux diffus. Ces réseaux nerveux diffus peuvent être retrouvés chez les individus des phylums Cnidaria, Ctenophora et Echinodermata, qui sont des embranchements marins. Les réseaux nerveux diffus permettent aux animaux d'accomplir diverses fonctions biologiques de détection grâce à des neurones sensoriels, ou d'accomplir des déplacements grâce à des neurones moteurs.
Le réseau nerveux diffus est la forme la plus simple de système nerveux trouvé chez les organismes multicellulaires. Contrairement aux systèmes nerveux centraux, où les neurones sont regroupés, les neurones trouvés dans les réseaux nerveux diffus sont dispersés.
Les neurones sensoriels peuvent détecter, entre autres, les aliments et même certains composés chimiques de manière rudimentaire. Même si le réseau nerveux diffus permet à l'organisme de réagir à son environnement, il ne permet pas à ce dernier de détecter la source précise du stimulus. C'est pour cette raison que les animaux du genre Hydra produiront généralement la même réponse motrice à un stimulus sensoriel, quel que soit son point de contact avec la surface de l'animal.
L'anatomie et le positionnement des réseaux nerveux diffus peuvent varier d'un organisme à l'autre. Les hydres, qui sont des cnidaires, ont un réseau nerveux diffus dans l'ensemble de leur organisme. Les étoiles de mer, qui sont des échinodermes, ont elles un réseau nerveux diffus dans chaque bras relié au centre par un anneau nerveux radial. Cette disposition particulière permet aux étoiles de mer d'avoir des mouvements plus complexes qu'avec un réseau nerveux diffus dans tout l'organisme.

## Évolution
L'émergence d'un véritable tissu nerveux s'est produite à la suite de la divergence du dernier ancêtre commun des Porifera (éponges), des Cnidaria et des Ctenophora. L'existence des réseaux nerveux diffus est mieux comprise en étudiant le groupe externe des Porifera et en recherchant des organismes contemporains dotés de réseaux nerveux diffus.

Dans cet arbre phylogénétique, les métazoaires sont dans la case verte, et le phylum des cnidaria est représenté par les branches roses.

Les porifera sont un phylum existant dans le règne animal, et les espèces appartenant à ce phylum n'ont pas de système nerveux. Bien que les Porifera ne possèdent ni de synapses ni de myofibrilles qui permettent la transmission neuromusculaire, ils ont néanmoins un système proto-neuronal et des gènes homologues importants dans la formation nerveuse retrouvés chez les Cnidaria. Les cellules des éponges ont la capacité de communiquer entre elles via, entre autres, la signalisation calcique. Les larves d'éponge différencient les cellules sensorielles qui répondent à la lumière de celle qui répondent à la gravité, au mouvement de l'eau, ce qui  augmente la valeur sélective de l'organisme. L es Porifères adultes présentent en plus des cellules sensorielles, des cellules contractiles.
L'émergence des systèmes nerveux est liée à l'évolution des canaux sodiques voltage-dépendants (Nav). Les canaux Nav permettent la communication entre les cellules sur de longues distances grâce à la propagation de potentiels d'action, tandis que les canaux calciques voltage-dépendants (Cav) permettent une signalisation intercellulaire de proche en proche non modulée. Concernant l'apparition des canaux Nav, a été émis l'hypothèse qu'ils provenaient soit de l'évolution des canaux Cav à la suite de l'émergence des systèmes nerveux, soit d'avant l'émergence des organismes multicellulaires. Toutefois, l'origine exacte des canaux Nav reste inconnue. L'embranchement des Porifera est, quant à lui, soit le résultat de la divergence avec Cnidaria et Ctenophora, soit le résultat de la perte du gène codant les canaux Nav. En conséquence, les Porifera contiennent seulement des canaux Cav assurant la signalisation intercellulaire, et manquent de canaux Nav pouvant assurer la conductance des potentiels d'action dans les réseaux nerveux diffus.
Les réseaux nerveux diffus se retrouvent chez les espèces de l'embranchement des Cnidaria (comme les scyphozoa, les cuboméduses  et les anémones de mer), des Ctenophora et des Echinodermata. Cnidaria et Ctenophora présentent tous les deux une symétrie radiale et sont collectivement appelés des cœlentérés. Les cœlentérés ont divergé il y a 570 millions d'années, avant l'explosion cambrienne, et sont les deux premiers phylums à posséder des systèmes nerveux qui se différencient au cours du développement et communiquent par conduction synaptique. La plupart des recherches sur l'évolution du tissu nerveux des réseaux nerveux diffus ont été menées sur les cnidaires. Le système nerveux des cœlentérés permet de distinguer le toucher, de réaliser des contractions, la locomotion et la chasse/alimentation. Les cœlentérés et les bilatériens partagent des mécanismes neurophysiologiques communs ; en tant que tels, les cœlentérés fournissent un système modèle pour retracer les origines de la neurogenèse. En effet, l'apparition de la neurogenèse se réalise chez les eumétazoaires, qui est un ancêtre commun des cœlentérés et des bilatériens. Une deuxième vague de neurogenèse s'est produite après la divergence des cœlentérés chez l'ancêtre commun des bilatériens. Bien que les animaux dotés de réseaux nerveux diffus n'aient pas de véritable cerveau, ils possèdent la capacité de réaliser des mouvements et des comportements complexes.

## Développement embryonnaire
Les étapes du développement embryonnaire des réseaux nerveux diffus sont conservées entre les différents phylums et sont principalement étudiées chez les cnidaires, en particulier chez l'organisme modèle Hydra. Ce qui suit traite du développement du réseau nerveux diffus chez Cnidaria, mais le même mécanisme de différenciation du tissu nerveux est observé chez Ctenophora et Echinodermata.
Au stage embryonnaire, les cnidaires se développent à partir de deux couches de tissu primitif, l'ectoderme et l'endoderme. Les cnidaires sont donc des diploblastes. L'ectoderme et l'endoderme sont séparés par une couche matricielle extracellulaire appelée la mésoglée. La différenciation du système nerveux des cnidaires commencent à la fin de la gastrulation. Chez les hydrozoaires et les anthozoaires, les cellules souches interstitielles de l'endoderme génèrent les neuroblastes et les nématocystes qui migrent vers l'ectoderme et assurent la formation du système nerveux le long de l'axe antéro-postérieur.
Les non-hydrozoaires ne possèdent pas de cellules souches interstitielles. Les neuroblastes proviennent des cellules épithéliales, qui sont très probablement issu de l'ectoderme comme chez les vertébrés. La différenciation se produit près du pore aboral et c'est là que la plupart des neurones demeurent.
Chez les larves des Cnidaria, les neurones ne sont pas répartis de manière homogène le long de l'axe antéro-postérieur. Les cnidaires présentent des polarités anatomiques lors de la différenciation de leur système nerveux. Deux hypothèses principales tentent d'expliquer la différenciation des cellules neuronales. L'hypothèse zootype explique que des gènes régulateurs définissent un axe antéro-postérieur, tandis que l'hypothèse urbilateria explique que des gènes spécifient un axe dorsal-ventral. Les expériences suggèrent que la neurogenèse embryonnaire est contrôlée le long de l'axe antéro-postérieur, de manière similaire à la structuration antéro-postérieur du système nerveux central des bilatériens. La conservation des étapes du développement du tissu neuronal le long de l'axe antéro-postérieur donne un aperçu de la divergence évolutive des cœlentérés et des bilatériens.
Chez les Cnidaria, la neurogenèse a lieu pendant le stade embryonnaire et à l'âge adulte. Hydra, un genre appartenant aux Cnidaria, est utilisé comme organisme modèle pour étudier les réseaux nerveux diffus. Pendant la période embryonnaire, se produit dans la colonne corporelle de lHydre une division continue des cellules épithéliales tandis que la taille de lHydre reste constante. Le déplacement des neurones dans le tissu est alors couplé au mouvement des cellules épithéliales. Des expériences ont prouvé qu'une fois les neurones différenciés, c'est la division des cellules épithéliales qui entraîne leur insertion définitive dans les réseaux nerveux diffus. Au fur et à mesure que la neurogenèse se produit, un gradient de densité en cellules neuronales apparaît dans le corps de l'Hydre. Le réseau nerveux diffus de chaque espèce de cnidaire a une composition unique et la distribution des neurones dans tout le corps se fait par un gradient de densité le long de l'axe proximal-distal. La concentration de neurones est la plus élevée dans le disque basal et est la plus faible (si des neurones sont même présents) dans les tentacules. Au cours du développement embryonnaire dHydra, la quantité de neurones augmente progressivement jusqu'à un certain niveau, et cette densité est maintenue pendant toute la durée de vie de l'organisme, cela même après une amputation. En effet après amputation, la régénération se produit de manière à rétablir le gradient de densité neuronale d'origine de lHydre.

## Anatomie

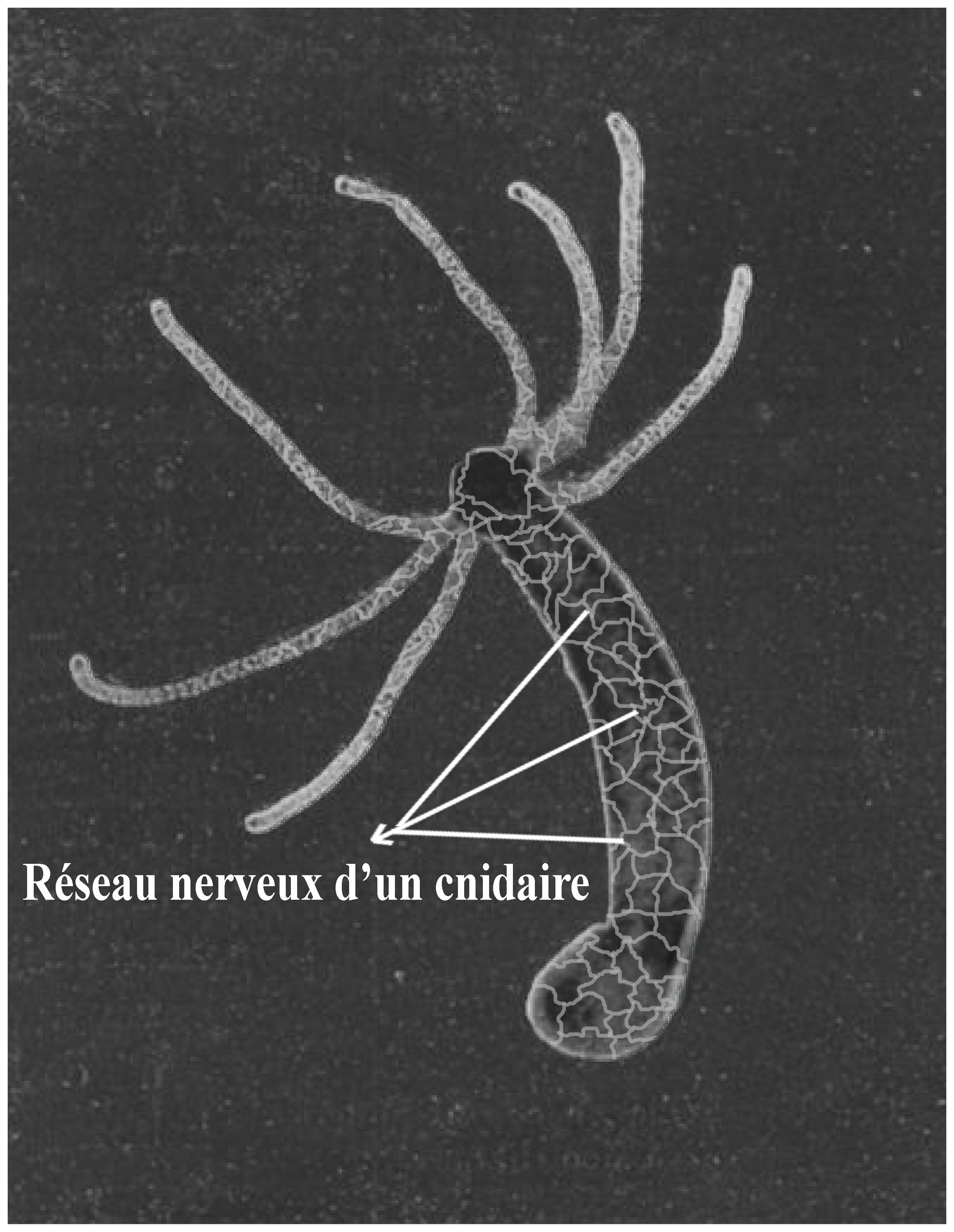
Réseau nerveux diffus d'une hydre.

Un réseau nerveux diffus est un réseau de neurones éparpillés pouvant se rassembler pour former des ganglions chez certains organismes (mais sans constituer un cerveau). En termes d'étude des réseaux nerveux diffus, Hydra est le genre des Cnidaires idéal pour faire de la recherche et sur laquelle effectuer des expériences. Les raisons qui rendent ces organismes modèles si populaires sont les suivantes : leurs réseaux nerveux ont un schéma simple à suivre, ils ont un taux de régénération élevé, ils sont faciles à manipuler dans les procédures expérimentales, ils sont de petite taille et transparent, et ils sont génétiquement traçable. Les observations qui sont faites chez Hydra sont aussi valables pour la majorité des réseaux nerveux diffus des autres espèces.
Il existe trois catégories de cellules nerveuses dans les réseaux nerveux diffus d'Hydra : les ganglionnaires, les sensitives et les intermédiaires. Alors que les cellules ganglionnaires se trouvent près des extrémités basales des cellules épithéliales, les cellules sensorielles s'étendent elles dans une direction apicale à partir des processus musculaires des extrémités basales. Tandis que les ganglions fournissent généralement des connexions intermédiaires entre différentes structures neurologiques, les cellules sensorielles servent elles à détecter les différents stimuli tels que la lumière, le son, le toucher ou la température.
Il existe de nombreux sous-ensembles de neurones au sein des réseaux nerveux diffus et leurs rôles sont très spécifiques à leur position. Chaque sous-ensemble d'un réseau nerveux diffus a une distribution constante et régionale.
Chez l'hydre, le corps cellulaire des neurones sensorielles épidermiques se trouvent autour de la bouche à l'extrémité apicale de l'hypostome, tandis que leurs neurites sont dirigés le long des côtés de l'hypostome dans une direction radiale. Les neurones ganglionnaires se trouvent eux à la base de l'hypostome, entre les tentacules et le dessous de la tête). Pour finir, les réseaux nerveux diffus contiennent aussi des neurones intermédiaires qui permettent de moduler l'activité neuronale qui se produit entre la détection du stimulus et la réponse motrice associée.

## Physiologie
Chaque neurone sensoriel au sein d'un réseau nerveux diffus répond à un stimulus précis, comme une odeur ou un contact. Les motoneurones (neurones moteurs) communiquent avec les autres cellules via une synapse chimique pour produire une réaction proportionnée au stimuli donné. Ainsi plus un stimulus est fort, plus il y aura de cellules sensorielles stimulés, et plus la réaction de l'organisme par les neurones moteurs sera forte.
Tandis que les réseaux nerveux diffus utilisent des hormones, leur physiologie complète n'est pas très bien comprise. Des hormones normalement présentes chez les vertébrés ont été identifiées dans les réseaux nerveux diffus. Actuellement, on ne sait pas si elles remplissent la même fonction que celles trouvées chez les vertébrés, et peu de recherches ont été effectuées sur le sujet. Des hormones telles que des stéroïdes, des neuropeptides, des indolamines et d'autres composés organiques iodés ont été observées dans les tissus des cnidaires. Chez les vertébrés, ces hormones jouent un rôle dans de multiples voies neurophysiologiques et endocriniennes, y compris dans les voies biochimiques régulant la synthèse des lipides et des stéroïdes sexuels.
Sachant que les cellules des cnidaires ne sont pas organisées en systèmes d'organes, il est difficile de connaitre le rôle du système nerveux endocrinien utilisé par ces types d'espèces. Chez les cnidaires, les réseaux nerveux diffus sont considérés comme des structures distinctes utilisant des molécules de signalisation chimique (voie neurochimique). Néanmoins, les mécanismes exacts de fonctionnement de ces molécules de signalisation ne sont pas connus. Il a été démontré, cependant, que la réponse des nématocystes (organites réalisant les piqûres) n'est pas liée à l'activité nerveuse.

## Voir également
- Cordon nerveux ventral chez les arthropodes
- Cordon nerveux dorsal chez les chordés
- Bilatérie
- Radiata
- Réseau neuronal